# Pippa Maddams
Philippa « Pippa » Maddams, née Jackson en 1974, est une coureuse anglaise de fell running. Elle a remporté le titre de championne du monde de course en montagne longue distance 2011. Elle est également triple championne de Grande-Bretagne de fell running.

## Biographie
En 2009, elle connaît une excellente saison en fell running avec de nombreuses victoires. Elle remporte notamment les courses de Slieve Bearnagh et de Tebay, comptant pour les championnats de Grande-Bretagne de fell running. Avec sa deuxième place à Stùc a' Chroin, elle remporte ainsi son premier titre national. Elle remporte également le titre de championne d'Angleterre de fell running en remportant les courses de Half Tour, Stretton Hills et Wasdale.
En 2010, elle remporte de nouvelles victoires aux courses de Sedbergh 3 Peaks et Silent Valley, et termine deuxième à celle de Black Mountains et remporte son second titre. Cette année, elle épouse le coureur de fond Russell Maddams. Elle participe au Trophée Vanoni à Morbegno en Italie où elle termine deuxième.
En 2011, elle décroche son troisième titre national en remportant les courses de Devil's Beef Tub, Yr Aran et Mourne Peaks. Après avoir terminé deuxième en 2009 et 2010, elle remporte également la course du Snowdon. Au Challenge mondial de course en montagne longue distance à Podbrdo, elle s'impose avec près de huit minutes d'avance sur l'Irlandaise Karen Alexander. Avec Helen Fines et Anna Lupton, elle remporte également la médaille d'or par équipes.
Elle se blesse début 2012 et ne défend pas son titre national, elle fait ensuite une pause maternité jusqu'à la naissance de sa fille en janvier 2013, puis reprend l'entraînement six semaines après. Elle décroche une nouvelle série de victoires en 2013 et 2014 mais ne comptant pas pour le championnat. Elle prend ensuite sa retraite sportive en 2016.

## Palmarès
| no  | féminin            | Course                                                  | Longueur | Départ          | Temps           |
| --- | ------------------ | ------------------------------------------------------- | -------- | --------------- | --------------- |
| 45e | Médaille d'argent  | Course du Snowdon                                       | 16,1 km  | 18 juillet 2009 | 1 h 23 min 11 s |
| 39e | Médaille d'argent  | Course du Snowdon                                       | 16,1 km  | 24 juillet 2010 | 1 h 21 min 54 s |
| 2e  | Médaille d'argent  | Trophée Vanoni                                          | 5 km     | 24 octobre 2010 | 23 min 22 s     |
| 47e | Médaille d'or      | Course du Snowdon                                       | 16,1 km  | 23 juillet 2011 | 1 h 20 min 53 s |
| 41e | Médaille d'or      | Challenge mondial de course en montagne longue distance | 37,5 km  | 18 juin 2011    | 4 h 8 min 46 s  |
| 3e  | Médaille de bronze | Trophée Vanoni                                          | 5 km     | 23 octobre 2011 | 22 min 52 s     |